# گوئی بورتیندین
گوئی بورتیندین (به انگلیسی: Guibourtinidin) با فرمول شیمیایی C۱۵H۱۱O۴+ Cl- یک ترکیب شیمیایی با شناسه پاب‌کم ۲۰۴۸۱۷۴۱ است. که جرم مولی آن ۲۵۵٫۲۴ g/mol می‌باشد. 